# Geolog

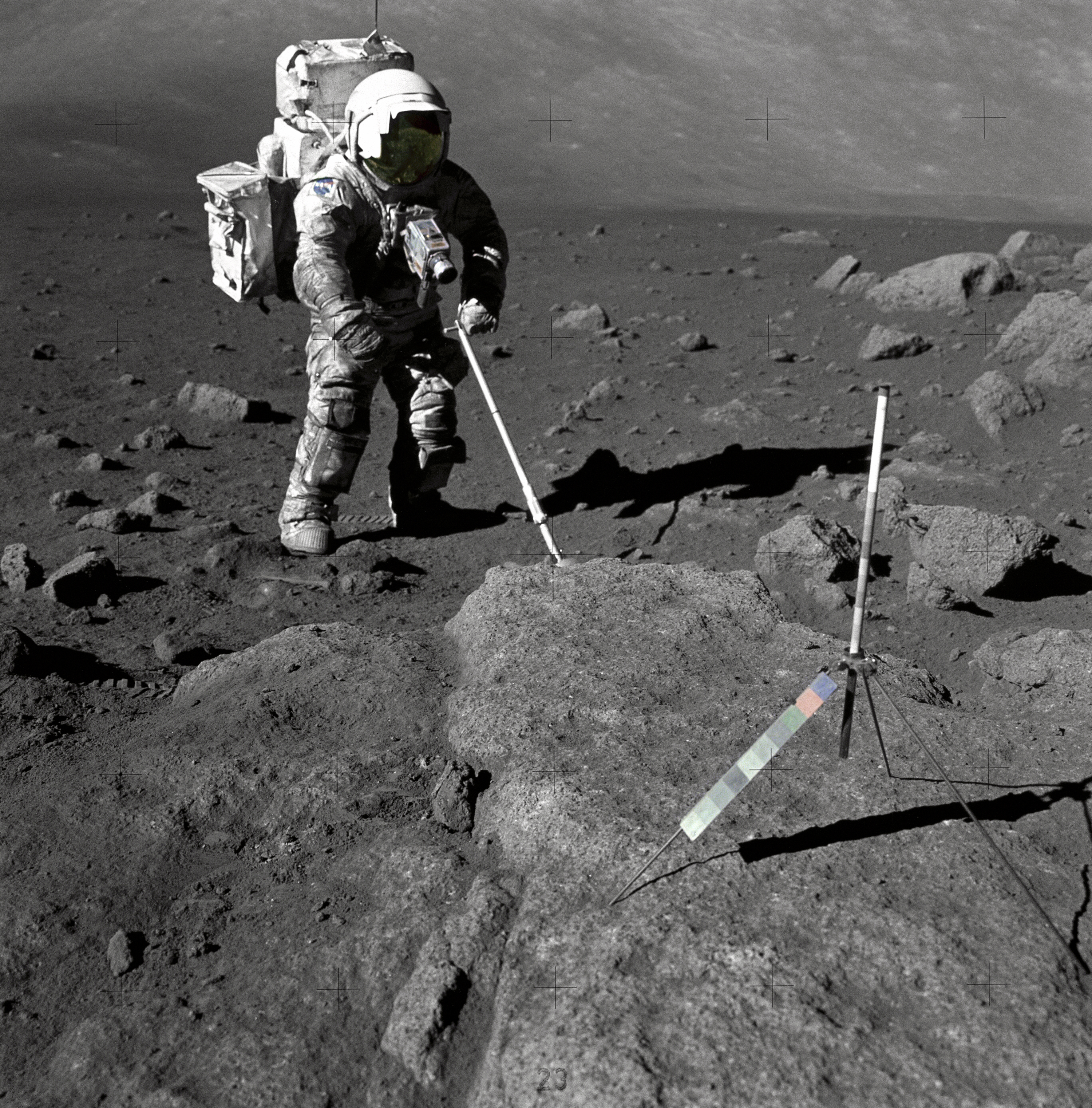
Harrison H. Schmitt, původní profesí geolog, při sběru geologických vzorků na Měsíci

Geolog je člověk/vědec, který se zabývá geologií. Geologie je věda zabývající se procesy na planetě Zemi případně i na jiných kosmických tělesech.

## Další informace
Mezi jeho hlavní zájmové skupiny patří horninové složení, stavba zemského tělesa, procesy, které jí formují a síly, které v ní působí. Základní část jeho práce spočívá v průzkumu sledované oblasti, ve sběru vzorků a ve vytváření geologických map zájmového území a následná interpretace procesů, které vedly ke vzniku.
Mezi základní pracovní pomůcky patří geologické kladívko, které slouží jednak pro sběr vzorků, ale současně jako základní geologické měřítko používané v terénu při pořizování fotografií. Dalším je geologický kompas, s jehož pomocí se dají měřit struktury v terénu a určovat jejich základní směr. Pomocí tužky a papíru pak vypracovávat základní mapu terénu.
Jedná se o odbornou profesi, která zastřešuje několik dalších profesí, které se většinou v hovorové mluvě nerozlišují. Mezi další příbuzná povolání patří paleontolog, vulkanolog, seismolog, mineralog, hydrogeolog, či petrolog.

## Zajímavost
Harrison H. Schmitt, jeden ze členů posádky Apolla 17, byl geolog. Jednalo se o jediného vědce, který se na povrch Měsíce doposud dostal.